# Потапенко Олексій Андрійович
Олексі́й Андрі́йович Пота́пенко (псевдонімя Пота́п або ПТП, Slavic Balagan; нар. 8 травня 1981, Київ, Українська РСР) — продюсер, автор і виконавець пісень, режисер, сценарист, композитор, телеведучий, тренер шоу «Голос країни», засновник продюсерського центру Mozgi ENT., Заслужений артист України. Учасник і продюсер колективів «Потап и Настя», «Время и Стекло», «Moзgi».

## Ранні роки
Народився 8 травня 1981 року в Києві в родині співробітника КДБ[джерело?] Андрія Олексійовича Потапенка (нар. 17.01.1956), (Олексієм згадується як «військовий»), який у 1990-х роках став бізнесменом із численними кримінальними скандалами, та Людмили Анатоліївни (09.02.1958 р.н.), чемпіонки світу з підводного плавання (в естафеті), пізніше — дитячий тренер з плавання. Олексій з дитинства займався плаванням, потім — водним поло, де досяг звання майстра спорту.
Має дві вищі освіти: перша — вчитель фізкультури і тренер з водного поло та плавання (Національний університет фізичного виховання і спорту України); друга — Магістр економічних наук, підприємницької діяльності та аудиту (Київський національний економічний університет імені Вадима Гетьмана).

## Музична кар'єра
2000 року Потап став учасником українського реп-гурту «Вхід у змінному взутті», де залишався до 2006 року. Пісня Потапа «На своїй хвилі» (рос. На своей волне) стала саундтреком до фільму «Один за всіх» (рос. Один за всех), а 2006 року пісня, яку він записав разом із гуртами «New'Z'Cool» та «XS», стала саундтреком до фільму «Штольня».
2006 року з Настею Каменських створив дует «Потап і Настя» (рос. "Потап и Настя"), в якому був продюсером, виконавцем, автором пісень і музики, режисером і сценаристом кліпів. Дует дебютував з піснею «Не пара» (рос. Не пара»), яка миттєво[що?] стала міжнародним хітом[де?]. Через рік існування дуету стає лауреатом фестивалю «Нові пісні про головне» (рос. Новые песни о главном) як автор хіта. У 2008 році дует випускає альбом під назвою «Непара» (рос. Непара).
У 2009 році «Потап и Настя» випускають другий альбом під назвою «Не люби мені мозги» (рос. Не люби мне мозги), що включає треки «На районі» (рос. На раЁне), рос. «Новый год», «Чипси, чикси, лавандос» (рос. Чипсы, чиксы, лавандос). Найпопулярнішою[джерело?] композицією з альбому стала пісня рос. «Чумачечая весна».
За кілька років спільної роботи і випуску треків Потапенко і Каменських отримали російські нагороди: «Золотий грамофон», «Пісня року», «RU.TV», «Премія Муз-ТВ». Пісні «Якщо зненацька тебе не стане» (рос. Если вдруг тебя не станет) і «Ми скасовуємо К. С.» (рос. Мы отменяем К. С.) прозвучали в російському серіалі «Щоденник доктора Зайцевої» (рос. Дневник доктора Зайцевой).
2013 року вийшов третій альбом «Усе пучком» (рос. Все пучком)[джерело?]. Однойменна пісня отримала російську премію «Золотий грамофон—2014» і довго трималася в російських музичних чартах разом із новим хітом «Уді Уді» (рос. Уди Уди)[джерело?].
Гурт отримав понад 50 російських премій: «M1 Music Awards», «Пісня року», «Золотий грамофон», «Премія Муз-ТВ», «Шарманка», «RU.TV». У 2017 році «Потап і Настя» були нагороджені почесною премією М1 «За внесок у розвиток вітчизняного шоу-бізнесу». За 11 років гурт «Потап и Настя» випустив 6 комерційно успішних альбомів, презентував 29 відеокліпів та виступив з гастролями по всьому світу[джерело?].

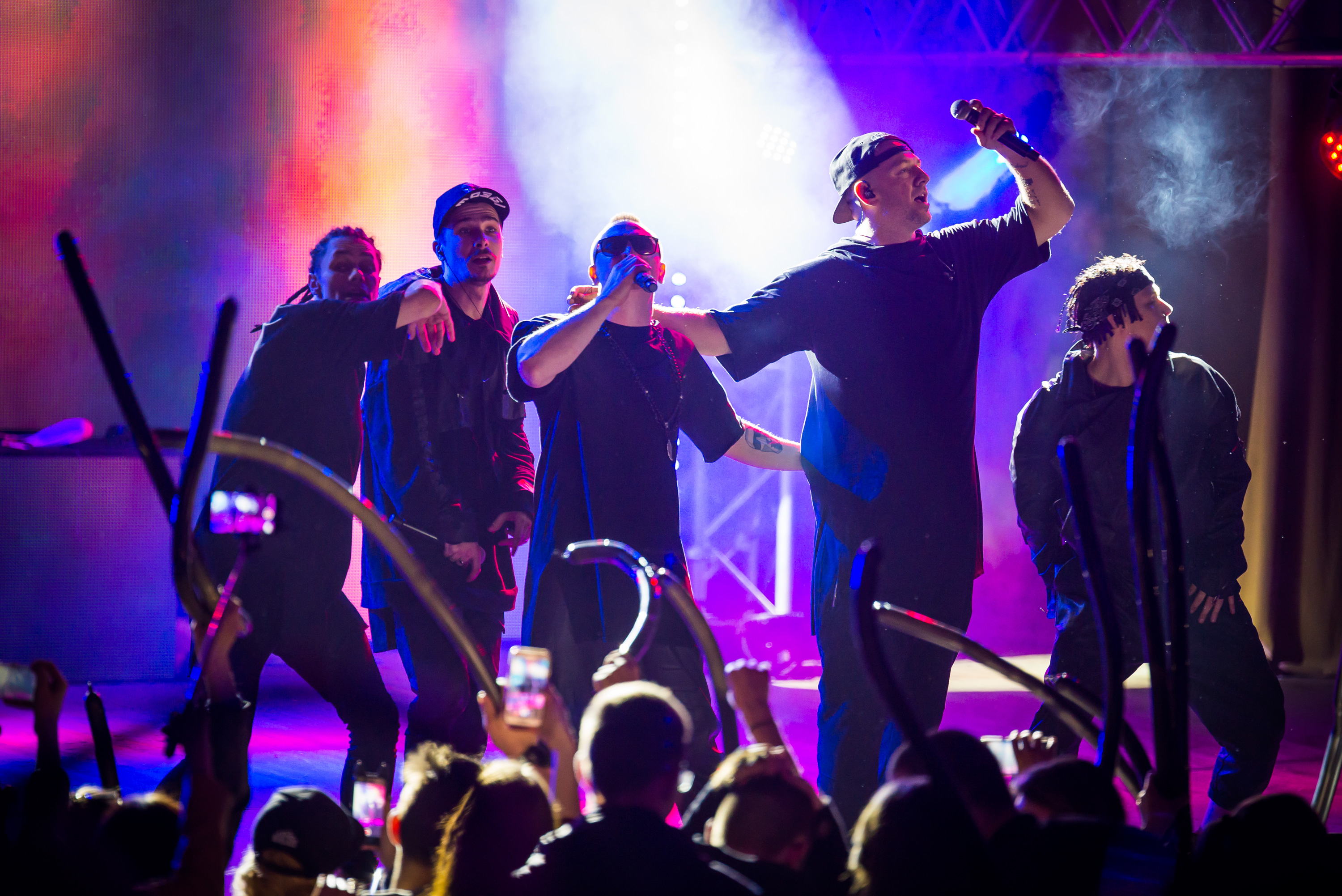
Гурт «Mozgi» у Краматорську, 2017

У 2014 році стартує проєкт «Mozgi», де Олексій обіймає посаду продюсера, автора і виконавця пісень, композитора, режисера і сценариста кліпів по цей день[коли?]. З 2015 по 2018-й «Mozgi» отримали 5 номінацій на премії Yearly Ukrainian National Awards і 4 — на M1 Music Awards, перемігши в останній двічі[джерело?].
2017 року «Потап и Настя» оголосили про припинення діяльності дуету й початок роботи сольно: ПТП і NK | Настя Каменських, відповідно. Перший сольний альбом ПТП «Стиглі Сливи ЄР» (рос. Спелые Сливы ЕР) вийшов 3 листопада 2017 року[джерело?]. Спільна робота Потапа і Насті не закінчилася і Олексій продовжив писати пісні для проєкту NK. Так, за підтримки Потапа, у співачки виходять хіти «#цемояніч» (рос. #этомояночь), спільно написана україномовна пісня «Тримай», міжнародний хіт іспанською та англійською мовами «Peligroso», а також «Дай мені» (рос. Дай мне), «LOMALA» і «Попа, як у Ким» (Попа, как у Ким). «Тримай» понад рік очолювала головні хіт-паради країни[що це?], отримавши музичну нагороду YUNA 2019 як головний естрадний хіт року, тоді як «Peligroso» шість тижнів перебувала в чарті 25 найкращих пісень світу в категорії «Тропічних пісень» за версією авторитетного музичного видання Billboard.
В березні 2025 року заявив, що хотів би представляти країну Молдова на Євробаченні 2025.

## Продюсування
Керує продюсерським центром Mozgi Entertainment, який представляє гурти MOZGI, Время и Стекло, та співачок Мішель Андраде, Бруно Марса і INGRET.
2012 року в MOZGI Entertainment відкривається новий напрямок — MOZGI Production.
У 2015 році музичні проєкти MOZGI Entertainment були зазначені в наступних номінаціях: «Хіт року» («Время и Стекло» — «Имя 505» Потап и Настя — «Бумдиггибай»), «Гурт року» (Время и Стекло, Потап и Настя), «Проєкт року» (Mozgi, Потап и Настя feat. Б'янка), «Кліп року» («Время и Стекло» — «Имя 505», Потап и Настя — «Бумдиггибай»). Перемога дісталася в номінаціях: «Хіт року» отримали «Время и Стекло» за пісню «Имя 505», «Гурт року» — Потап и Настя, спеціальну нагороду хіт-параду «Золотий грамофон», спільного проєкту М1 і радіостанції Русское Радио Украина отримали також Потап и Настя. Крім цього, Потап отримав нагороду в номінації «Продюсер», а кращим режисером монтажу був визнаний Дмитро Архипович, співробітник «MOZGI Production».
У 2011 році Потап написав пісню «Викрутаси» спеціально для офіційного саундтреку однойменного комедійного блокбастера. Композиція у виконанні дуету «Потап и Настя» і кліп на пісню «Выкрутасы» стали ключовими елементами промо-кампанії фільму.
У 2018 році вийшов фільм «Скажене весілля», де Олексій взяв участь в зйомках і написав саундтрек з двох композицій: «Найкращий день» в дуеті з Олегом Винником і «Промінь», яку виконали учасники MOZGI Entertainment. Обидві композиції були номіновані на нагороду «Проєкт року» за версією головної музичної премії країни М1 Music Awards 2018.

## Скандали

### Вручення премії RU.TV у Росії
2014 року, під час російсько-української війни, Потап поїхав у Росію і виступив на премії «RU.TV», де зі спущеними штанями подякував Росії «від імені всіх українських артистів: Росія, спасибі за те, що ви нас приймаєте».

### Поїздки у Росію
Потап критикувався за виступи у Росії під час російсько-української війни.

### Плагіат
Творчість Потапа неодноразово була помічена в плагіаті західних виконавців.

### Пісня з Ольгою Бузовою
10 листопада 2020 року Потап заявив, що хоче записати пісню з російською співачкою Ольгою Бузовою, яка підтримує анексію Криму Росією і російську владу, попри російсько-українську війну. Бузова погодилась, 30 листопада 2020 року Потап заявив, що нова пісня і кліп готові.
Пісня з Бузовою мала бути включена до альбому «Kyivstyle» гурту Moзgi, але Потап не додав її через критику.

### «Волонтер»
Трек «Волонтер» було вкрай негативно сприйнято українцями.

### Відпочинок в Дубаї з росіянами під час війни
В листопаді 2023 року Олексій із росіянами відпочивав у Дубаї та відвідав елітний ресторан, де його обслуговував відомий шеф-кухар Нусрет Гьокче, що викликало обурення.

### Виступ у Німеччині як «артист російського ретро»
У німецькому місті Білефельд, у клубі, який організовує концерти для росіян, на 13 квітня оголошено сольний виступ репера Олексія Потапенка, і на афіші він зазначений як артист російського ретро.

### Інтерв'ю російському журналісту
10 лютого 2025 року дав інтерв'ю російському журналісту опозиціонеру Юрію Дудю.

### Висміювання українських артистів
У 2025 опублікував кілька відео, згенеровані ШІ, де відомі українські артисти представлені у вигляді тварин, що б'ються. Це викликало чергову хвилю обурення.

## Громадська позиція
Початок повномасштабної війни Потап та його дружина Настя Каменських зустріли в Іспанії, за кілька місяців вони приїхали до Києва, а згодом виїхали. Живе та працює закордоном, зрідка згадуючи про війну, публікує новини про обстріли.
У березні 2022 року критикував Сергія Безрукова, який виправдовував російське вторгнення. У квітні 2022 року Потапу було заборонено в'їзд до Росії на 50 років.

## Особисте життя
Має сина Андрія (нар. 6 вересня 2008), народженого в першому шлюбі з Іриною Горовою (розлучені з 2014).
23 травня 2019 року одружився з Анастасією Каменських.

## Телебачення
Кар'єра Олексія на телебаченні почалася з шоу «Караоке проти Народу» на телеканалі М1. Вже понад 10 років Потап активно бере участь в одних з найбільш рейтингових і популярних телешоу країни. Зараз це: вокальне шоу Голос Країни і комедійне шоу Ліга Сміху на 1+1. В обох проєктах, Олексій займає почесне звання тренера і члена журі вже протягом 4 сезонів, допомагаючи починаючим артистам реалізувати свій талант і потенціал.

### Програми, де брав участь Олексій
- «Караоке проти Народу» (М1) — ведучий (2008—2009)
- Guten Morgen (М1) — ведучий (2009—2010)
- «Я люблю Україну» (1+1) — ведучий (2010)
- «Суперзвезда» (1+1) — в ролі журі (2010)
- «Телезірка» (ТРК Україна) — ведучий (2010)
- 15-річчя канала 1+1 — ведучий (2010)
- «ГПУ» (1+1) — ведучий (2010—2011)
- Зірка+Зірка (1+1) — два сезони в ролі журі (2010—2011)
- Битва хоров (Россия-1) — ведучий (2013)
- Голос. Діти — наставник (2015—2016)
- Ліга Сміху — тренер (2015—2017) ведучий (2020)
- Голос країни — тренер (2015—2020)
- Маскарад (телешоу) — учасник однієї з команд (2020)

## Фільмографія
- 2005 — Один за всіх
- 2008 — Червона шапочка — вовк
- 2010 — Новогодние сваты — камео
- 2011 — Небесные родственники[54] — камео
- 2012 — Ржевський проти Напалеона — гопник
- 2013 — 1+1 Вдома — камео
- 2013 — Зайцев + 1 — ведучий
- 2018 — Скажене весілля — отець Євлампій
- 2019 — Скажене весілля 2 — отець Євлампій
- 2020 — Рідня — Олег, власник фірми
- 2021 — Скажене весілля 3 — отець Євлампій

## Дискографія
- 2004 — Потап — «На своей волне или ано канешно потомушо шож»
- 2008 — Потап и Настя — «Непара»
- 2008 — Дядя Вадя, Потап, UGO— «Мы богаче…»
- 2009 — Потап и Настя — «Не люби мне мозги»
- 2013 — Потап и Настя — «Всё пучком»
- 2015 — Потап и Настя — «Щит и Мяч»
- 2015 — Mozgi — «Bikini Album»
- 2015 — Mozgi — «Электрошаурма»
- 2016 — Mozgi –"Bar"
- 2017 — Mozgi — «На Белом»
- 2017 — ПТП — «Спелые Сливы ЕР»
- 2018 — Mozgi — «Вынос Мозга»

## Відеокліпи
- Потап — На своей волне (2005)
- Потап vs XS — Штольня (2005)
- Потап (у складі ВУЗВ) — «Просто Супер» (2006)
- Потап і Настя — Без любви (2006)
- Потап і Настя — Не пара (2007)
- Потап і Настя — Внатуре (2007)
- Потап і Настя — Крепкие Орешки (2007)
- Потап і Настя — Разгуляй (2008)
- Потап і Настя — На раЁне (2008)
- Потап feat. New"Z"cool, Дядя Вадя, Юго — Качаем (2008)
- Потап feat. Дядя Вадя, Юго — Я помню (2008)
- Потап і Настя — Почему (2008)
- Потап і Настя — Не люби мне мозги (2009)
- Потап і Настя — Новый год (2010)
- Потап і Настя — Край ми э ривер (2010)
- Потап і його команда — Лето (2010)
- Потап і його команда — Море пенится (2010)
- Потап і Віра Брежнєва— Пронто (2010)
- Потап і Настя — Чипсы, чиксы, лавандос (Село) (2010)
- Потап і Настя — Ты влип Филипп (2010)
- Потап і Настя — Выкрутасы (2011)
- Потап і Настя — Чумачечая весна (2011)
- Потап і Настя — Мы отменяем Конец Света (2011)
- Потап і Настя — Если вдруг (2011)
- Потап і Настя — Прилелето (2012)
- Потап і Настя — Улелето (2012)
- Потап і Настя — РуРуРу (2013)
- Потап і Настя — Вместе (2013)
- Потап і Настя — Awesome Summer (2013)
- Потап і Настя — Любовь со скидкой (2013)
- Потап і Настя — Всё пучком (2013)
- Потап і Настя — Уди Уди (2014)
- Mozgi — Аябо (2014) (Потап в складі гурту)
- Mozgi — Хлам (2014) (Потап в складі гурту)
- Mozgi — Ножомпо (2015) (Потап в складі гурту)
- Потап і Настя — Бумдиггибай (2015)
- Mozgi — Хит моего лета (2015) (Потап в складі гурту)
- Потап і Настя feat. Б'янка «Стиль собачки» (2015)
- Mozgi — Вертолет (2015)
- Mozgi — Любовь (2016)
- Mozgi — Полицаи (2016)
- Mozgi — Атятя (2017)
- Mozgi — Мощь / Сила (2017)
- Mozgi — Хватит тусить (2017)
- ПТП feat. ДДВД — ПростиТурция (2017)
- ПТП — Нах.. из машины (2017)
- Потап і Настя — Я……я (2017)
- ПТП feat. ПЗТ — Малибу (2017)
- ПТП — Спелые Сливы (2017)
- Mozgi — Алё Алё (2018)
- Mozgi — Влажный Пляжный Движ (2018)
- Mozgi  — Полюбэ feat. Позитив (2018)
- NK | Настя Каменских — Попа как у Ким (2019)
- Mozgi  — Digitalization (2019)
- Mozgi  — Chooyka (2019)
- Mozgi  — 999 (2019)

## Режисер
- Потап — Шиворот навыворот (2005)
- Потап і Настя — Внатуре (2007)
- Потап і Настя — Крепкие Орешки (2007)
- Потап і Настя — Разгуляй (2008)
- Потап і Настя — На раЁне (2008)
- Потап feat. New"Z"cool, Дядя Вадя, Юго — Качаем (2008)
- Потап і Настя — Почему (2008)
- Потап і Настя — Не люби мне мозги (2009)
- Потап і Настя — Новый год (2010)
- Потап і Настя — Край ми э ривер (2010)
- Потап і його команда — Лето (2010)
- Потап і його команда — Море пенится (2010)
- Время і Стекло — Так выпала карта (2010)
- Потап і Настя — Выкрутасы (2011)
- Потап і Настя — Чумачечая Весна (2011)
- Потап і Настя — Мы отменяем К. С.(2011)
- Потап і Настя — Если вдруг (2011)
- Время і Стекло — Любви Точка Нет (2011)
- Время і Стекло — Серебряное Море (2011)
- Время і Стекло — Кафель (2011)
- Аркадий Лайкин — Лайки (2012)
- Нико Неман — Улетаю (2012)
- Время і Стекло — Слеза (2012)
- Потап і Настя — РуРуРу (2013)
- Потап і Настя--Все пучком(2013)
- «Просто»
- «Не Пара» (2008)
- «Не люби мне мозги» (2009)
- Зара — Счастье над землей (2014)
- Время и Стекло  — Имя 505 (2015)
- Время и Стекло  — Песня 404 (2015)
- Mozgi  — Ножомпо (2015)
- Потап и Настя  — Бумдиггибай (2015)
- Mozgi  — Хит моего лета (2015)
- Потап и Настя feat. Бьянка  — Стиль собачки (2015)
- Mozgi  — Вертолёт (2016)
- Время и Стекло  — Наверно потому что (2016)
- Потап и Настя  — Умамы (2016)
- Время и Стекло  — На стиле (2017)
- Потап и Настя  — Я……Я (Ядовитая) (2017)
- ПТП feat. ПЗТ  — Малибу (2017)

## Відзнаки
| Рік  | Премія               | Номінація                     | Результат | Примітки |
| ---- | -------------------- | ----------------------------- | --------- | -------- |
| 2014 | Музична премія YUNA  | Найкращий композитор          | Номінант  |          |
| 2015 | Музична премія YUNA  | Найкращий композитор          | Номінант  |          |
| 2015 | Музична премія YUNA  | Найкращий автор слів          | Номінант  |          |
| 2016 | Музична премія YUNA  | Найкращий менеджмент артиста  | Лауреат   | [ 55 ]   |
| 2019 | Top Hit Music Awards | Автор року на радіо           | Лауреат   |          |
| 2019 | Top Hit Music Awards | Автор року на YouTube Ukraine | Лауреат   |          |
| 2020 | Top Hit Music Awards | Автор року на радіо           | Лауреат   |          |
| 2020 | Top Hit Music Awards | Автор року на YouTube Ukraine | Лауреат   |          |